# Liste der Baudenkmale in Pätow-Steegen
In der Liste der Baudenkmale in Pätow-Steegen sind alle Baudenkmale der Gemeinde Pätow-Steegen (Landkreis Ludwigslust-Parchim) und ihrer Ortsteile aufgelistet (Stand: Januar 2021).

## Pätow
| ID | Lage                  | Bezeichnung              | Beschreibung | Bild                     |
| -- | --------------------- | ------------------------ | --- | ------------------------ |
|    | Am Hofende 11 (Karte) | Wohnhaus und Eiskeller   | | Wohnhaus und Eiskeller   |
|    | Am Brink 9 (Karte)    | Hallenhaus               | |                          |
|    | Dorfplatz             | Kriegerdenkmal 1914–1918 | Halbkreisförmige Feldsteinmauer, in der Mitte das quadratische Denkmal mit einer Metalltafel darauf Namen und Todesdatum. Darüber ein Findling, darauf ein Stahlhelm. In den Findling ist ein Eisernes Kreuz eingearbeitet. Die Gedenktafel zeigt 19 Namen der Kriegsopfer des Ortes. Das Denkmal wurde auf Initiative des Stahlhelm-Bund der Frontsoldaten in Person von Ernst Enterich (1895–1940) aus Toddin errichtet. | Kriegerdenkmal 1914–1918 |

## Quelle
- Denkmallisten des Landkreises Ludwigslust-Parchim (Stand: September 2021)